# Megophrys daweimontis
Megophrys daweimontis е вид жаба от семейство Megophryidae.

## Разпространение
Видът е разпространен в Китай.